# Viggo Kampmann
Viggo Olfert Fischer Kampmann (21. července 1910 – 3. června 1976) byl dánský sociálnědemokratický politik. V letech 1960–1962 byl premiérem Dánska. Roku 1950 a v letech 1953-1960 byl ministrem financí (ve vládách Hanse Hedtofta a Hanse Christiana Hansena). V letech 1960-1962 byl předsedou dánské Sociální demokracie (Socialdemokraterne), byl prvním politikem z akademické sféry, který stanul v čele strany. Ve větším úspěchům mu zabránilo to, že celoživotně trpěl bipolární afektivní poruchou (manio-depresivitou).